# Weibel M/1932
Weibel M/1932 — экспериментальный датский ручной пулемёт, разработанный в 1932 году в качестве дополнения для состоявшего на вооружении пулемёта Мадсен.
Боепитание пулемёта осуществлялось из коробчатых магазинов на 20 патронов. Патрон — 7×44 мм. Построено 2 прототипа. Благодаря промежуточному патрону и возможности выбора режима огня Weibel M/1932 нередко относят к ранним образцам штурмовых винтовок.